# Tom Clancy’s H.A.W.X. 2
Tom Clancy’s H.A.W.X. 2 – komputerowa gra zręcznościowa wyprodukowana i wydana w 2010 roku przez Ubisoft. Jest to kontynuacja zręcznościowej gry lotniczej Tom Clancy’s H.A.W.X. Gra oferuje możliwość lotu jednym z 32 istniejących lub prototypowych samolotów, za których sterami gracz ma na zadanie zmierzyć się z niezliczoną liczbą przeciwników dysponujących innymi samolotami, helikopterami, jednostkami naziemnymi, a nawet satelitą uzbrojonym w laser. Twórcy nie zajęli się dokładnym odwzorowywaniem realiów, skupiając się na stworzeniu dynamicznej gry akcji, przez co H.A.W.X 2 nie jest uznawany jako symulator lotniczy. 
Oprócz walk powietrznych gra oferuje dodatkowe wyzwania, na przykład lądowanie i startowanie z lotnisk lub lotniskowców, tankowanie w powietrzu, sterowanie jednostkami bezzałogowymi (UAV). W grze występuje również tryb gry wieloosobowej, w którym na mapie może spotkać się do ośmiu graczy.